# رامز علياء
رامز تافي علياء (بالألبانية: Ramiz Tafë Alia‏) (و. 1925 – 2011 م) عمل رئيسا لجمهورية ألبانيا بعد وفاة سلفه أنور خوجة من 1985 إلى 1991 شيوعياً وكأول رئيس ألبانيا منذ انهيار جمهورية ألبانيا الشعبية الاشتراكية من 1991 إلى 1992 وآخر من شغل منصب السكرتير الأول لحزب العمل الألباني من 1985 إلى 1991 وعمل أيضا مؤسساً للحزب الإشتراكي الألباني.

## روابط خارجية
- رامز علياء على موقع الموسوعة البريطانية (الإنجليزية)
- رامز علياء على موقع مونزينجر (الألمانية)